# Mokre Łąki (Prokowo)
Mokre Łąki (kaszub. Mòkré Łączi) – część wsi Prokowo w Polsce, położona w województwie pomorskim, w powiecie kartuskim, w gminie Kartuzy, na obrzeżach Kaszubskiego Parku Krajobrazowego. Wchodzi w skład sołectwa Prokowo.
W latach 1975–1998 Mokre Łąki administracyjnie należały do województwa gdańskiego.